# Claudia Märzendorfer
Claudia Märzendorfer (* 17. August 1969 in Wien) ist eine österreichische bildende Künstlerin.

## Leben und Werk
Märzendorfer studierte von 1994 bis 2001 an der Akademie der bildenden Künste Wien und diplomierte im Fach Bildhauerei bei Bruno Gironcoli. Sie ist Mitglied der Wiener Secession und der IG Bildende Kunst; sie lebt und arbeitet in Wien.
In den 1990er-Jahren begann sie ihre Arbeit mit Abgüssen aus gefrorenem Wasser/Eis, ein Material, das sie bis heute begleitet. Es verleiht der Skulptur performativen Charakter und erweitert sie um die Dimension der Zeit. Im Laufe von acht Jahren fertigte sie beispielsweise handgearbeitete Ersatzteile eines Lastwagens in Originalgröße. Diese Skulpturen repräsentieren insbesondere den sozialpolitischen Aspekt ihres Schaffens, sie versteht diese Arbeit als privaten Protest.
Mit der Arbeit Viel Lärm um Nichts (Frozen Records) erlangte ihre Arbeit internationale Bekanntheit.
Sie arbeitet mit Installationen, Film als Skulptur, Fotografie, Zeichnung, Klang und Text. Ihre Arbeiten verfolgen eine konzeptuelle Strenge und werden häufig in Schwarz und Weiß ausgeführt. Märzendorfer arbeitet mit analogen Techniken im Digitalzeitalter, beschäftigt sich mit Archiven und macht ortsspezifische Installationen.

## Einzelausstellungen und Performances (Auswahl)
- 2005: viel Lärm um Nichts, Festival Garage in Kooperation mit Thilges 3, Stralsund
- 2005: viel Lärm um Nichts, Kunsthalle Wien, Konzerthalle „Moving Patterns“ bei lebt und arbeitet in Wien 2
- 2007: TodaysArt Festival Den Haag
- 2009: Auspuff, Galerie Strickner Wien
- 2009: als er das Messer in die Sonne warf, Jesuitenfoyer Wien
- 2016: Ausstellungsraum FOX Wien
- 2013: Motor, vorAnker Wien
- 2015: Claudia Märzendorfer, Rhizom, Palais Attems Graz
- 2016: 72km+, UGM Maribor, UGM Maribor Art Gallery
- 2016: Kollektive Collage, Bildraum Bodensee
- 2017: Musictypewriter, Symposium Stille, Gewächshaus Jesuitenkunst Wien
- 2017: 72km+, km-k[5], Künstlerhaus, Halle für Kunst und Medien Graz
- 2017: Musictypewriter, Schallform Gallery, Rhiz Wien
- 2018: die 90er Jahre, Kaltwäsche Performance MUSA Wien
- 2018: The Mushroom Book, in Kooperation mit John Cage Trust NY beim Festival Wien Modern Wien
- 2018: DE-COMPOSITION, Singuhr Projekte Berlin
- 2018: Making Truth, Studio Exhibition, Vienna Art Week
- 2019: FROZEN RECORDS, Appia Stage Reloaded, Festspielhaus Hellerau, Zentrum europäischer Künste
- 2019: A Blazing World[6], Kunsthaus Wien, GARAGE
- 2019: Sinnesrausch, OK Linz
- 2020: around the light[7], kunsthaus muerz
- 2020: WHITE NOISE[8], MQ ART BOX
- 2021: Instrumentenbau, Wien Modern
- 2021: Protestformen, Paraflows Festival Wien
- 2022: Post Studio Sun, Projektraum MAG3 Wien
- 2022: Fountain, Kardinal König Kirche Wien

## Kunst am Bau, Kunst im öffentlichen Raum (Auswahl)
- 2007: Code, Kunst am Bau, Wissensturm Linz
- 2014: Wandabwicklung[9], Kunst am Bau, BIG ART temporär
- 2019: Für die Vögel[10], Kunst im öffentlichen Raum, Niederösterreich
- 2020: Listening Light, BIG ART temporär Baustellenbanner
- 2021: Gitarre, Summerstage Skulpturengarten Wien
- 2022: Für die Vögel, Kunst im öffentlichen Raum, Niederösterreich (Erweiterung des Skulpturengarten 2019)

## Auszeichnungen & Residencies (Auswahl)
- 2006: Artist in Residence, Tesla Berlin
- 2010: Staatsstipendium für bildende Kunst
- 2011: Zuerkennung eines Bildhauerateliers des Bundes/Praterateliers[11]
- 2011: Auszeichnung: Die schönsten Bücher Österreichs, Gestaltung Nik Thönen für den Titel: here´s to you
- 2012: Stipendium: Outstanding Artist Award des Bundesministeriums für Kunst und Kultur Österreich
- 2014: Outstanding Artist Award des Bundesministeriums für Kunst und Kultur Österreich[12]
- 2017: Gmoser-Preis[13] der Wiener Secession
- 2018: Nominierung für den Dagmar-Chobot-Skulpturenpreis[14]
- 2019: Artist in Residence[15], Festspielhaus Hellerau, Zentrum europäischer Künste
- 2023: Preis der Stadt Wien für Bildende Kunst

## Ausstellungskataloge (Auswahl)
- Werner Würtinger: RAUM 8. Die Bildhauerschule Bruno Gironcoli. Wien 2005.
- Peter Marboe: Das Wiener Mozartjahr 2006. In: Festivalkatalog. Wiener Mozartjahr Organisationsges.m.b.H., Wien 2006, ISBN 978-3-9502105-4-5.
- TodaysArt: TodaysArt Festival. In: Festivalkatalog. Den Haag 2007.
- Secession Wien: Frei Fanzine. Wien 2009.
- Carsten Seiffarth: Tesla 2005-2007. Alexander Verlag Berlin, Berlin 2010, ISBN 978-3-89581-224-8.
- Secession Wien: making off. Wien 2013.
- MUSA: Die 80er Jahre. de Gruyter, Wien 2015, ISBN 978-3-11-043892-5.
- Gabriele Mackert und Paul Petritsch: Human makes Nature. de Gruyter, Wien 2016, ISBN 978-3-11-049198-2.
- Kunsthaus Wien GmbH, Bettina Leidl: Visions of Nature. Wien 2017, ISBN 978-3-9504437-2-1.
- Bernhard Günther und Jim Igor Kallenberg: Sicherheit. In: Festivalkatalog. Musikverein Wien Modern, Wien 2018, ISBN 978-3-9504349-2-7.
- MUSA: Die 90er Jahre. de Gruyter, Wien 2018, ISBN 978-3-11-057462-3.
- Schallaburg Kulturbetriebsges.m.b.H.: Der Hände Werk. Niederösterreich 2019.
- Kunsthaus Wien: A Blazing World. Wien 2019.
- Amt der Niederösterreichischen Landesregierung: Für die Vögel. Niederösterreich 2019.
- Kunstverein Mannheim: be seeing you. Klotz Verlagshaus, Mannheim 2020.
- Margareta Sandhofer: Discrete Austrian Secrets. Triton Verlag, Wien 2020, ISBN 978-84-120573-2-4.
- Bernhard Günther und Jim Igor Kallenberg: Mach doch einfach was du willst. In: Festivalkatalog. Musikverein Wien Modern, Wien 2021, ISBN 978-3-9504349-5-8.
- Katrina Petter: Band 13 – Kunst im öffentlichen Raum Niederösterreich. Verlag für moderne Kunst, Niederösterreich 2022, ISBN 978-3-903572-65-2.

## Publikationen (Auswahl)
- the hotel was ok but the food wasn’t good. Gestaltung: Christian Bretter. 2007.
- A Runaway House. Triton Verlag, 2002, ISBN 978-3-85486-141-6.
- white noise, das leere Buch. 2003.
- here’s to you. Revolver Verlag, 2011, ISBN 978-3-86895-136-3.
- Silent Running. Revolver Publishing, 2014, ISBN 978-3-86895-324-4.
- Wandabwicklung. BIG ART temporär, 2014.
- Notizen eines fiktiven Archivars, Unter ein Bild. Vinyl Edition & Buch Edition, 2016.
- Cadavre Exquis. Covergestaltung Nicole Six, 2017.
- the secret of the A and the B. Vinyl Edition, 2020.
- Listening Light, BIG ART, Wortspende, 2020.
- Claudia Märzendorfer, Michael Glasmeier, smashed to pieces … Eine Klavierzerlegung / A Piano Dismantling. 2023, ISBN 978-3-86485-295-4